# Rest and Be Thankful

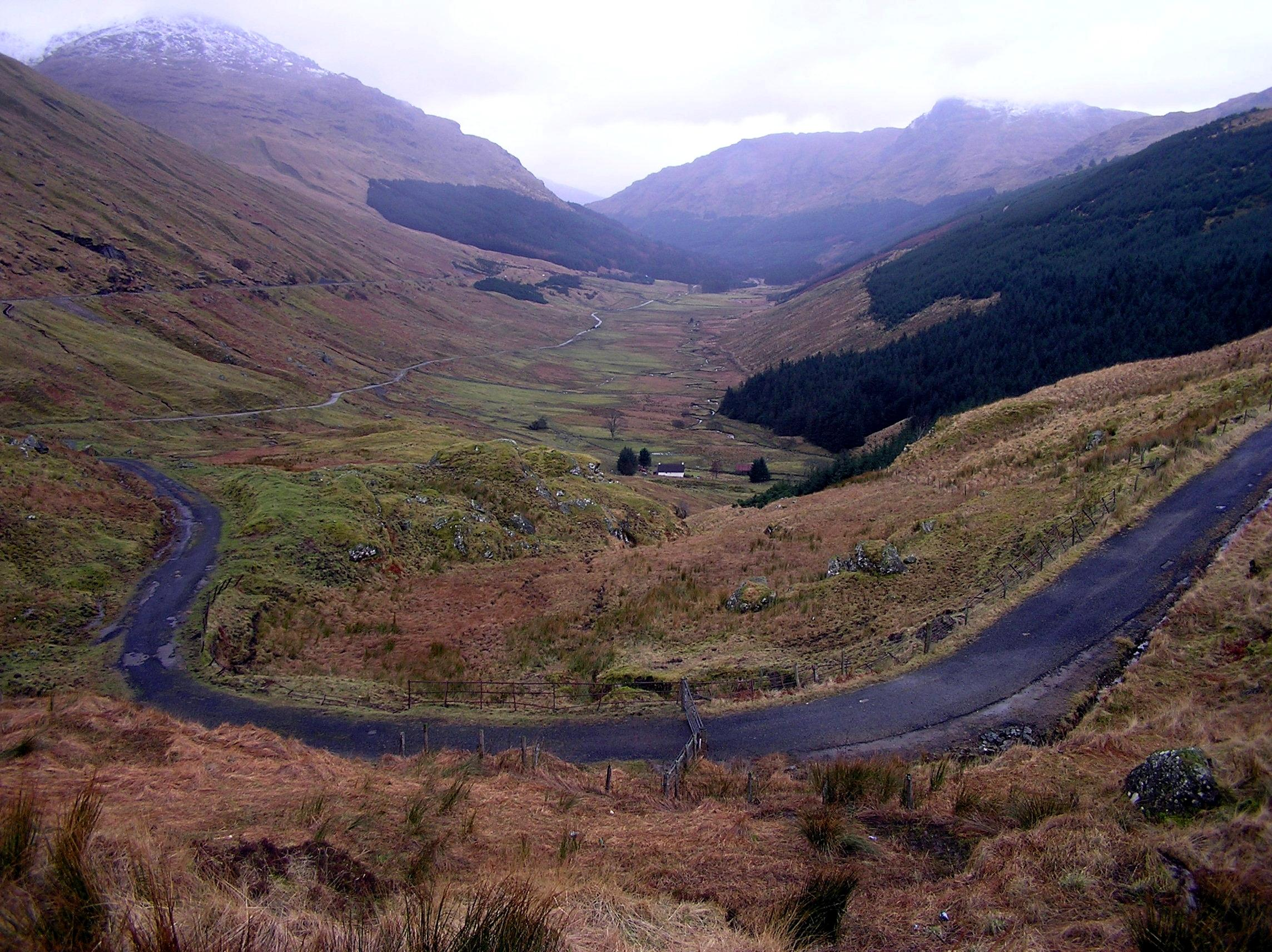
Blick von der Passhöhe ins Glen Croe, neue Passstraße links am Hang

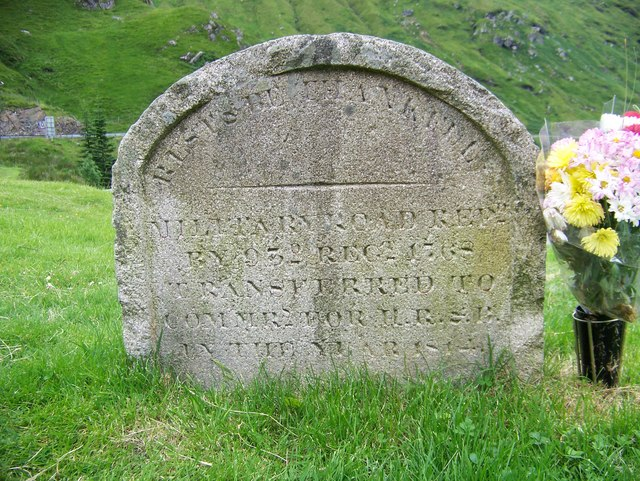
Gedenkstein auf der Passhöhe

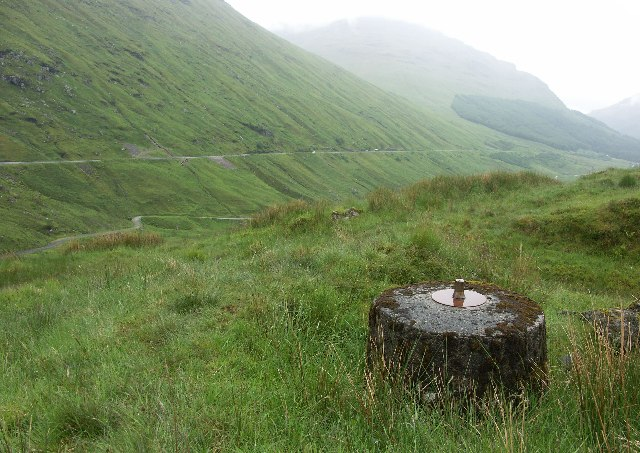
Fragment der Mörserstellung

Rest and Be Thankful, auf Deutsch: Raste und sei dankbar, kurz auch The Rest, ist ein Gebirgspass und zugleich eine Passhöhe in Argyll and Bute im Westen Schottlands. Der gälische Name der Passhöhe selbst lautet Bealach an Easain Duibh.

## Lage
Der Pass liegt in den Arrochar Alps, einer Mittelgebirgslandschaft in der traditionellen Grafschaft Argyll, heute Council Area Argyll and Bute. Überragt von Beinn Ìme und Beinn Luibhean im Osten, dem Beinn an Lochain im Westen sowie dem Ben Donich im Süden verbindet er das zum Loch Long entwässernde Tal Glen Croe mit dem zum Loch Fyne entwässernden Glen Kinglas. Unmittelbar nördlich der Passhöhe liegt der Bergsee Loch Restil. Pass, östliche Zufahrt und der obere Teil der nordwestlichen Zufahrt ab Butterbridge liegen im Nationalpark Loch Lomond and the Trossachs.
Pass und zuführende Straßen gehörten früher vollständig zum ehemaligen Civil Parish Lochgoilhead and Kilmorich. Heute teilen sich die Gemeinden Lochgoil, Cairndow und Arrochar and Tarbet das Gebiet, ihre Grenzen stoßen am Nordufer des Loch Restil aneinander.

## Geschichte
Der Pass wurde von alters her von Reisenden genutzt, insbesondere aber auch von Viehtreibern, die ihre Rinderherden aus Argyll zu den Bauernmärkten der Lowlands brachten. Zu einem straßenmäßigen Ausbau kam es aber erst im Laufe des 18. Jahrhunderts. Als Folge des ersten Jakobitenaufstandes von 1715 wurde der britische Offizier George Wade von der Krone beauftragt, Vorschläge zu machen, wie das abgelegene Gebiet besser zu kontrollieren sei. Er empfahl unter anderem, ein Netz von befestigten Militärstraßen zu errichten, darunter auch die über Rest and Be Thankful. Aber erst 1743 wurde unter Major William Caulfeild, der die Nachfolge Wades als Verantwortlicher für das militärische Straßenwesen in der Region angetreten hatte, der Bau der Straße in Angriff genommen. Unterbrochen durch den zweiten Jakobitenaufstand von 1745 wurde die Strecke über den Pass 1748, die Weiterführung nach Inveraray 1749 fertiggestellt. Auf der Passhöhe entstand eine steinerne Sitzbank mit der Aufschrift Rest and be thankful, von der der Pass seinen Namen erhielt.
1768 wurde die Passstraße renoviert und 1814 an die Zivilverwaltung übergeben; an diese Ereignisse erinnert ein Gedenkstein. Mit der zunehmenden Motorisierung ab dem beginnenden 20. Jahrhundert erwies sich die Strecke zunehmend den Verkehrsbedürfnissen nicht mehr gewachsen. In den 1920er und 1930er Jahren wurde zunächst die westliche Zufahrt ausgebaut und teilweise begradigt. Ein für 1931 geplanter, rund elf Kilometer langer Neubau der östlichen Zufahrt auf eigener Trasse wurde aufgrund einer Wirtschaftskrise zunächst verschoben und erst 1937 in Angriff genommen. Diese neue Strecke am Nordhang des Tales hatte zwar eine gleichmäßigere Steigung, war dafür aber anfällig für Hangrutschungen.
Die alte Militärstraße, die der Tallage folgte und erst unmittelbar vor der Passhöhe steil anstieg, blieb erhalten und wurde regelmäßig für Motorsportveranstaltungen, insbesondere Bergrennen, benutzt. Eine besondere Herausforderung bildete die Haarnadelkurve unmittelbar unterhalb der Passhöhe, die von daher auch als devils elbow, auf Deutsch Ellbogen des Teufels bezeichnet wurde. Der spätere dreimalige Formel-1-Weltmeister Jackie Stewart, der 1961 selbst mit einem Marcos an einem Rennen mitfuhr, hatte als Jugendlicher mehrfach seinen Bruder Jimmy bei dessen Teilnahmen beobachtet. Die Strecke und die Umgebung hatten ihn nachhaltig beeindruckt, er bezeichnete Rest and Be Thankful in seiner Autobiographie rückblickend als „Wiege seines Motorsportlebens“. Aufgrund des zunehmend schlechter werdenden Zustandes der Straße wurde der regelmäßige Rennbetrieb 1969 eingestellt, in den Folgejahren fanden aber noch vereinzelte Motorsportveranstaltungen mit historischen Fahrzeugen statt.
Nachdem sich ab Mitte der 2000er Jahre auf der neuen südöstlichen Zufahrt vermehrt Erdrutsche ereignet hatten, die Straße daher immer wieder gesperrt werden musste, wurde die alte Militärstraße in diesem Abschnitt für 3,7 Millionen Pfund instand gesetzt. Eröffnet im Frühjahr 2013 dient sie seither als Ausweichroute für den Fall, dass die Haupttrasse nicht passierbar sein sollte. Außerhalb dieser Zeiten ist sie für den öffentlichen Verkehr geschlossen. Die Ausweichstrecke wird sukzessive erweitert, die Arbeiten waren 2015 noch im Gange.

## Heutiger Zustand
Der Pass wird heute durch die Fernstraße A 83 erschlossen, die in Tarbet von der Glasgow mit Inverness verbindenden A 82 abzweigt. Sie biegt nach nur wenigen Kilometern in das Glen Croe ein und führt in westlicher Richtung über den Pass und weiter nach Inveraray und Campbeltown. Sie verbindet somit den Südwesten Argylls mit dem Großraum Glasgow im Osten. Die Passstraße wird, Stand 2013, von täglich bis zu 5500 Fahrzeugen im Sommer und zwischen 2000 und 4000 im Winter genutzt. An der Passhöhe zweigt in südwestlicher Richtung mit der B 828 eine Nebenstrecke nach Lochgoilhead sowie zum Hell´s Glen ab.
An der Passhöhe befinden sich ein Wanderparkplatz, außerdem zwei Webcams und eine Wetterstation, mit deren Hilfe der aktuelle Straßenzustand online einsehbar ist. Auf der Ostseite unmittelbar unterhalb der Passhöhe sind Überreste einer kleinen Verteidigungsanlage der British Home Guard aus der Zeit des Zweiten Weltkrieges zu sehen, bestehend aus drei Unterständen sowie vier Mörserstellungen, in denen Panzerabwehrwaffen vom Typ Blacker Bombard montiert waren.
Seit der Renovierung der alten Militärstraße führt eine Vereinigung von Cobra-Freunden wieder ein jährliches Bergrennen durch. Zugelassen ist neben bestimmten Cobra-Ausführungen auch eine eng begrenzte Auswahl anderer historischer Sportwagen. Der Aufbau eines Besucherzentrum mit Informationen zur Geschichte der Rennstrecke ist, Stand 2015, in Planung.

## Der Pass in der Kultur
Der britische Dichter William Wordsworth widmete dem Pass ein Gedicht mit Namen At the Head of Glencroe. Pass und Passhöhe wurden verschiedentlich für Filmaufnahmen genutzt, so bei Angels’ Share und Mein Name ist Joe von Ken Loach oder Restless Natives von Michael Hoffman.